# アンドレイ・シュトゥルバビン
アンドレイ・シュトゥルバビン（Andrey Shturbabin　1972年5月30日- ）はウズベキスタンの柔道選手。階級は71kg級と73kg級。身長175cm。

## 人物
1995年の世界選手権71kg級で7位となった。1996年の正力国際で2位、嘉納杯で3位となるが、アトランタオリンピックでは準々決勝で韓国の郭大成に注意で敗れるなどして7位だった。1998年のアジア大会73kg級で3位になった。1999年の嘉納杯では優勝を飾った。2000年のアジア選手権で3位になるが、シドニーオリンピックでは3回戦でラトビアのフセヴォロドス・ゼリョニースに横四方固で敗れた。2001年のフランス国際で3位になるも、世界選手権では5位にとどまった。

## 主な戦績
71kg級での戦績
- 1995年 - 世界選手権　7位
- 1996年 - 正力国際　2位
- 1996年 - ロシア国際　3位
- 1996年 - アトランタオリンピック　7位
- 1996年 - 嘉納杯　3位
- 1997年 - ロシア国際　3位
- 1997年 - 世界軍人選手権　2位

73kg級での戦績
- 1998年 - アジア大会　3位
- 1999年 - 嘉納杯　優勝
- 2000年 - アジア選手権　3位
- 2001年 - フランス国際　3位
- 2001年 - 世界選手権　5位

(出典)。